# Zaraza w Poznaniu (1586)
Zaraza w Poznaniu – epidemia nieznanej choroby (tzw. morowe powietrze), która miała miejsce w Poznaniu w końcu września 1586. 
Epidemia rozpoczęła się w końcu września 1586 (około świętego Michała) i wybuchła na ówczesnym przedmieściu Świętego Marcina, leżącym wtedy poza murami miejskimi. Prawdopodobnie w październiku zaraza przedarła się w obręb murów Poznania. Na tle innych epidemii tych czasów nie była szczególnie groźna - zmarło kilkadziesiąt osób. 